# Eosictis

Eosictis es un género extinto de mamífero carnívoro perteneciente a la familia Miacidae. Scott describió el género en 1945. Bryant lo considera un nomen dubium[cita requerida].